# José María de Santocildes y de Llanos
José María de Santocildes y de Llanos   (Barcelona, 28 de juny de 1771 - Barcelona, 21 d'abril de 1837) va ser un militar català present en la guerra del francès.

## Biografia
El seu pare va ser Sergent Major del Regiment d'Infanteria de Múrcia. Entre altres, va participar en les batalles de Medina de Rioseco, Zorzona, Espinosa de los Monteros, Lugo i Astorga. De fet, fou el principal defensor d'Astorga durant la guerra del francès. En 1814, després de la guerra, va ser nomenat Cap de l'Estat Major General de l'Exèrcit de la Dreta, càrrec que va mantenir fins a 1828. En 1820 va ser deportat pel govern a Mallorca, no sent rehabilitat fins a 1825. En 1822, durant el trienni liberal, fou Capità general de Catalunya.